# 59 Большой Медведицы
59 Большой Медведицы (лат. 59 Ursae Majoris), HD 101107 — одиночная звезда в созвездии Большой Медведицы на расстоянии приблизительно 156 световых лет (около 48 парсеков) от Солнца. Видимая звёздная величина звезды — +5,55m. Возраст звезды оценивается как около 1,4 млрд лет.

## Характеристики
59 Большой Медведицы — жёлто-белая звезда спектрального класса F2V. Радиус — около 2,23 солнечных, светимость — около 10,72 солнечных. Эффективная температура — около 7036 К.